# Szentinelézek
A szentineléz nép egy népcsoport az Indiához tartozó Andamán- és Nikobár-szigetek egyikén, az Északi-Szentinel-szigeten. A Bengáli-öböl 72 km²-es szigetén élő népcsoport a mai napig vadászó-gyűjtögető életmódot folytat. Nyelvük, kultúrájuk ismeretlen, pár kísérlettől eltekintve a modern civilizáció nem lépett kapcsolatba velük, a sziget lakossága minden közeledést ellenségesen fogad.
A szigetet és lakóit már az ókorban is ismerték, de már akkortájt is a lakosság agresszívan viszonyult minden idegenhez. A Csola-dinasztia idején ugyan létesültek katonai támaszpontok a szigeten, de ezek sem tudtak kapcsolatot létesíteni a szigetlakókkal, mivel azok vagy támadással reagáltak, vagy elrejtőztek a sziget belső részein. Az 1880-as években angol hajósok is tettek nagyobb kísérletet a szentinelézekkel való kontaktus kialakítására. Egy-két embert el is fogtak, de ezek a próbálkozások is eredménytelenek maradtak.
A sziget nem kínált soha túl sok előnyt, nincsenek ásványkincsei, a korallzátonyok pedig akadályozzák a hajózást. Információk hiányában a szentinelézek történelmét és eredetét homály fedi.
A sziget névlegesen India Andamán- és Nikobár-szigetek nevű szövetségi területének része, gyakorlatban azonban az indiai hatóságok tevékenysége csak a sziget időnkénti megfigyelésére, ritka, rövid látogatásokra és a sziget idegenek általi megközelítésének akadályozására terjed ki, így a terület de facto autonómiát élvez.

## Népesség
A sziget népessége pontosan nem ismert, 40 és 500 közé teszik. A 2001-es indiai népszámlálás során 39 embert (21 férfit és 18 nőt) számoltak meg a távolból, de ez nyilvánvalóan kevesebb, mint a sziget teljes népessége. Nem tudni, a népességre milyen hatással volt a 2004-es indiai-óceáni cunami, csak annyi ismert, hogy legalább egy részük túlélte. A szigetre látogatók 20–40 embert figyeltek meg és 40–60 ember elhelyezésére alkalmas lakóhelyeket találtak; utóbbi valószínűleg jobban jelzi az egyes csoportok méretét, mert a kívülállók érkezésekor többen elrejtőzhettek. A szigeten 2–6 ilyen csoport élhet, akik legfeljebb 500-an lehetnek. A más vadász-gyűjtögető törzsek alapján megállapított szabály szerint ekkora terület körülbelül egy ekkora csoportnak tud megélhetést biztosítani. A szentinelézek élelmezését jelentős részben a tengeri halászat biztosítja, és az egy alkalommal megfigyelt emberek a sziget egy kis részét lakták csak. Valamivel több férfi van köztük, mint nő; a párok körülbelül felénél figyeltek meg gyermekeket. A 2011-es népszámláláskor csupán 15 főt jegyeztek fel, 12 férfit és 3 nőt. Viszont ez a szám csak azokat a lakosokat takarja, akik előjöttek a partra, így megfigyelhették őket. Többi társuk valószínűleg nem hagyta el az otthonát.

## Jellemzők
A szentinelézeket és más bennszülött Andamán-szigeteki népcsoportokat gyakran negritóként írják le; ezt a kifejezést Délkelet-Ázsia és a tőle délebbre fekvő területek több különböző népére használják, Malajziától Tasmaniáig. A negritók nem monofiletikus csoport. Alacsony termet, sötét bőr és gyapjas haj jellemzi őket. Közelről nem vizsgálták a népcsoport tagjait, de Heinrich Harrer egy szentineléz férfit úgy jellemzett, hogy kb. 1,6 m magas és balkezes.

## Kultúra
A szentinelézek kultúrájáról kevés ismeret áll rendelkezésünkre, ezeket is a 20. század végén történt kapcsolatteremtési kísérletek során figyelték meg. A szentinelézek vadászó-gyűjtögető életmódot folytatnak, alapvető élelmiszereiket vadászat, halászat és vadon termő növények gyűjtése biztosítja. Mezőgazdaságra utaló jelek nincsenek. Lakóházaik vagy oldalfalak nélküli kunyhók, amelynek padlóját időnként levelek borítják – ezek egy 3–4 tagú családnak tudnak elegendő helyet biztosítani –, vagy nagyobb, közös lakóépületek, melyek több tucat négyzetméter területűek és gondosabban lettek kialakítva, emelt padlóval és az egyes családoknak elkerített lakóterülettel. A fémművesség fejlettebb technikái ismeretlenek, de a partra sodródó fémtárgyakat hasznosítják, bizonyos mértékben képesek a hidegkovácsolásra és a vas élesítésére, valamint arra, hogy fegyverekbe és más tárgyakba illesszék. Az 1980-as évek végén a sziget külső korallzátonyán megfeneklett két nemzetközi tartályhajóról több vastárgyat elvittek.
Fegyvereik dárdák, illetve laposíj, mellyel közel 100 méterre is nagy pontossággal lőnek ember méretű célpontra. Legalább háromféle nyilat használnak, halászatra (többhegyűt), vadászatra (ovális nyílheggyel), valamint hegy nélkülieket, figyelmeztető lövések leadására. A nyílvesszők egy méternél is hosszabbak. Nagyobb halak kifogására kb. 2,5 m hosszú szigonyt használnak. Ismerik a kést is, de nem tudni, ők maguk készítették-e őket.
Ismerik a fejszét, ezenkívül eszközként használnak köveket is. Fa- és bambusztárolókat, valamint fonott kosarat használnak. A tüzet parázsként őrzik a kunyhókban, talán ismerik a gyantás fáklyákat is. Vannak halászhálóik, halászatra és kagylógyűjtésre kenut használnak, de nem merészkednek ki vele a nyílt tengerre. Ételeiket a halakon kívül az erdőben gyűjtött növények, a partra mosott kókuszdiók, sertések és más vadon élő állatok adják (tengeri teknősök, kisebb madarak és gerinctelenek). A fák ágait villás eszközzel húzzák le, hogy begyűjtsék a gyümölcsöket. Vadmézet is gyűjtenek.

## Kapcsolatfelvételi kísérletek
1967 után a Port Blair-i hatóságok időnként megpróbáltak kapcsolatba lépni a szigetlakókkal T. N. Pandit antropológus irányításával. Az expedíciók során meglátogatták a szigetet és ajándékokat, például kókuszdiót hagytak a szigetlakóknak, hogy rávegyék őket a látogatókkal való barátságosabb bánásmódra. Egy ideig ezzel kisebb sikereket értek el, de az 1990-es évek vége felé felhagytak a kísérletekkel, mert a dél- és közép-Andamán-szigeteki dzsarava néppel tett hasonló közeledési kísérlet során többeket megöltek a bennszülöttek, valamint fennállt annak a veszélye is, hogy a szigeten ismeretlen betegségeket továbbítanak a szigetlakóknak.
A szentinelézek viszont nem kizárólag a modern civilizációból jövő emberekkel szemben barátságtalanok. A dzsarava és más andamán-szigeteki őslakosok elmondták, hogy velük éppúgy nem kommunikáltak soha, arra tévedő társaikat szintén nem egy esetben megölték a szentinelézek.
2006-ban szentineléz íjászok megöltek két, a sziget közelében illegálisan halászó halászt, majd nyílzáporral elüldözték a helikoptert, melyet a testek hazaszállítására küldtek. A helikopter felverte a homokot és láthatóvá vált, hogy a szentinelézek sekély sírba temették a két halászt, így azt korábbi feltételezést, hogy emberevők volnának, ez az incidens cáfolja.
2018-ban újabb tragédia következett be, amikor egy 27 éves amerikai hittérítő helyi halászok segítségével a sziget közelébe ment, majd egy kenuval partra szállt. A szemtanúk szerint a helyiek azonnal megölték és a testét elvonszolták. A hírek szerint az áldozat John Allen Chau volt, aki misszionáriusi tevékenységet folytatott volna.

## Külső hivatkozások
- Videó róluk
- Adam Goodheart: The Last Island of the Savages (angol)
- Cikk a szentinelézekről Archiválva 2009. március 2-i dátummal a Wayback Machine-ben (angol)
- Brief factsheet about the indigenous people of the Andaman Islands, by the Andaman & Nicobar Administration
- Administration in India's Andaman and Nicobar Islands has finally decided upon a policy of minimal interference
- The most isolated tribe in the world?. Uncontacted tribes. Survival International. [2012. május 3-i dátummal az eredetiből archiválva]. (Hozzáférés: 2011. december 17.)
- Article from The Guardian